# Edomiti

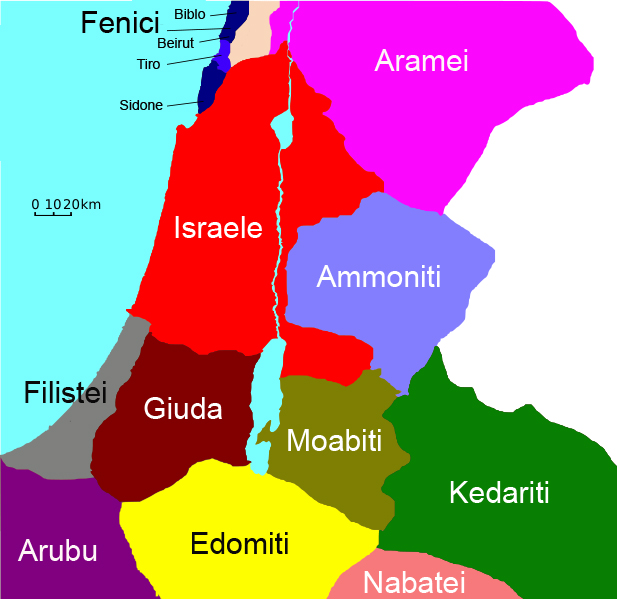
Mappa del Regno di Israele nell'800 a.C..

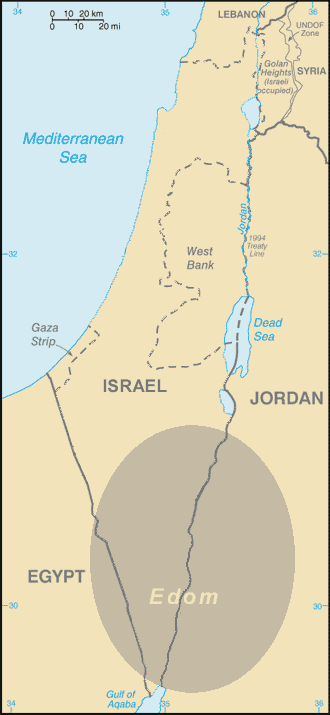
Posizione dell'antico regno di Idumèa (Edom).

Gli Edomiti o Idumei erano gli abitanti dell'Idumèa, il nome dato da greci e romani alla terra di Edom, una terra a sud della Giudea. Deriva da Edom (ebraico: אֱדוֹם, Edom, ʾĔḏôm, cioè "rosso"), uno dei nomi dati a Esaù nella Bibbia e, di conseguenza, alla nazione che sarebbe discesa da lui. L'etnonimo, in lingua assira, era Udumi; in siriaco ܐܕܘܡ; in greco, Ἰδουμαία (Idoumaía); in latino Idumaea, o Idumea.
Il popolo edomita parlava una lingua semitica e costituiva un gruppo a struttura tribale che abitava il deserto del Negev e il Wadi Araba, che si estende a sud di Israele e alla confinante Giordania. La regione presenta vaste estensioni di terreno ricoperte da pietre rossastre, che possono aver dato il nome "Edom" all'area. La nazione di Edom è nota fin dall'VIII-IX secolo a.C., e la Bibbia la ricorda come insediato nelle terre che occupava già da molti secoli.  Recenti scoperte archeologiche sono in grado di mostrare una nazione edomita almeno nell'XI secolo a.C., ma la questione rimane discussa. Adottarono la religione ebraica nel II secolo a.C. in seguito alla conquista effettuata dai Giudei Asmonei, e nel I secolo a.C. la dinastia erodiana, di origine idumea, governò a sua volta il Regno di Giudea sotto protettorato romano. Tale nazione cessò d'esistere nel periodo delle Guerre giudaiche di Roma.

## Gli Edomiti o Idumei
Gli Edomiti potrebbero originare dagli Shusu e gli Shutu, razziatori nomadi ricordati nelle fonti antico-egiziane. Infatti una lettera di uno scriba egiziano in una postazione fortificata di confine nel Uadi Tumilat durante il regno di Merenptah riferisce movimenti di "tribù nomadi shasu di Edom" che avevano intenzione di captare acqua in territorio egiziano.

### Nella Bibbia
La Bibbia descrive Esaù, dalla capigliatura rossa, come il capostipite degli Edomiti. Egli era il fratello gemello (non monovulare) di Giacobbe e quindi i due gemelli erano figli di Isacco e nipoti di Abramo. Giacobbe è il progenitore degli Israeliti e Dio gli attribuisce il nuovo nome di "Israele" (Gen35,10). Così Esaù condivide l'utero materno col fondatore della nazione d'Israele (Gen25,23).  Sebbene Esaù fosse il primogenito, e quindi per diritto destinato a ereditare i beni del padre e a fruire della sua benedizione, Esaù cedette i suoi diritti di primogenitura al suo fratello minore Giacobbe/Israele. I discendenti di Esaù e di Israele percorsero strade diverse; gli israeliti trascorsero approssimativamente 400 anni in Egitto, prima di tornare nella terra di Canaan, oggi il moderno Stato d'Israele. Per questo gli Edomiti vantavano di avere avuto sovrani e regni molto prima degli Israeliti.
La Bibbia spiega il nome "Edom", senza fare alcun riferimento alla capigliatura rossa. Si riferisce agli Edomiti come ai discendenti di Esaù e il Libro del Genesi menziona il "rosso" un buon numero di volte, per descrivere Esaù e spiegare il suo nome alternativo di Edom. "Il primo [Esaù] venne fuori rossiccio [admoni in ebraico], nel senso di "rosso e peloso come un mantello di pelo. Così fu chiamato Esaù..." Anni dopo, "mentre Giacobbe faceva cuocere una minestra, Esaù sopraggiunse dai campi, tutto stanco. Esaù disse a Giacobbe: «Dammi, per favore, da mangiare un po' di questa minestra rossa, perché sono stanco». Perciò fu chiamato Edom" (Gen25,25;25,29-30).
L'originale paese degli Edomiti, secondo il Tanakh, si estendeva dalla Penisola del Sinai a Cadesbarne. A meridione esso giungeva a Eilat, che era il porto (Dt1,2;2,1-8). A settentrione di Edom si trovava il territorio di Moab (Gc11,17-18;2Re3,8-9). La linea confinaria tra Moab ed Edom era il Uadi Zered (Dt2,13-18). L'antica capitale Edom era Bozrah (Gen36,33;Is34,6;63,1). Secondo il Genesi, i discendenti di Esaù s'insediarono in queste terre dopo averne cacciato gli Hurriti. Fu anche chiamata "terra di Seir"; il Monte Seir sembra sia servito con ogni probabilità a dare un nome al territorio e potrebbe essere stato un sito cultuale. Al tempo di Amasia (838 a.C.), Selah (Petra) fu la sua principale roccaforte (2Re14,7); Eilat e Asiongaber (Ezion-geber) i suoi porti (1Re9,26).

## Cronache della famiglia di Esaù e dei sovrani di Edom (Genesi, 36,31-43)
La parola ebraica aluf, traducibile come "cabila" può essere tradotta anche come "capo", "generale" o "condottiero", ed è usata in questo senso solo in connessione con Edom e Hori.
Se si considerano sia pur vagamente affidabili i dati della tradizione biblica, il regno di Edom fu, almeno nelle sue prime fasi, non ereditario, e forse fu elettivo. Le cronache più antiche menzionano sia un sovrano sia capi tribù (1Cr1,43-54). Quando un re di Edom negava il permesso ai figli d'Israele (Nm20,19) di passare attraverso le sue terre nel loro cammino alla volta di Canaan, essi aggirarono quelle contrade a causa della ostentazione della forza edomita (Nm20,14-21) o perché Dio avrebbe ordinato loro di procedere in quel modo piuttosto che impegnarsi in una guerra (Dt2,4-6). Il re di Edom non attaccò gli Israeliti, anche se era pronto a resistere a un'eventuale loro aggressione.
     Regno di Giuda
     Regno d'Israele
     Città-Stato filistee
     Stati della Fenicia
     Regno di Ammon
     Regno di Edom
     Regno di Aram-Damasco
     Tribù aramee
     Tribù arabe (Arubu)
     Tribù nabatee (Nabatu)
     Impero d'Assiria
     Regno di Moab

Mappa delle regioni meridionali, circa 830 a.C.
Regno di Giuda
Regno d'Israele
Città-Stato filistee
Stati della Fenicia
Regno di Ammon
Regno di Edom
Regno di Aram-Damasco
Tribù aramee
Tribù arabe (Arubu)
Tribù nabatee (Nabatu)
Impero d'Assiria
Regno di Moab

Non molto di più è registrato sugli Edomiti nel Tanakh fino alla loro disfatta per opera di Re Saul d'Israele nel tardo secondo millennio a.C. Quarant'anni dopo Re David e il suo generale Ioab sconfissero gli Edomiti nella "valle del sale", probabilmente presso il Mar Morto (2Sam8,13-14;1Re9,15-16). Un principe edomita di nome Hadad scampò e fuggì in Egitto e dopo la morte di David ritornò e tentò di far esplodere una rivolta, ma fallì e dovette rifugiarsi in Siria (2Sam9,14-22). Da allora Edom rimase un vassallo d'Israele. David impose agli Edomiti dei governatori o dei prefetti israelitici,(2Sam8,14) e questa forma di governo sembra sia proseguita sotto Salomone. Quando Israele si divise in due regni, Edom diventò una dipendenza del Regno di Giuda. Al tempo del Re di Giuda Giosafat (c. 914 a.C.) il Tanakh  ricorda un re di Edom (1Re3,9-26), probabilmente un Israelita nominato dal re di Giuda. Ricorda anche che gli abitanti del Monte Seir invasero la Giudea assieme ad Ammon e Moab, e che gli invasori entrarono fra loro in contrasto e furono tutti distrutti (2Cr20,10-23). Edom si ribellò a Ioram ed elesse un re suo proprio (2Re8,20-22;2Cr21,8). Amasia attaccò e sconfisse gli Edomiti, impadronendosi di Selah, ma gli Israeliti non soggiogarono mai Edom completamente (2Re14,7;2Cr25,11-12).
Al tempo di Nabucodonosor II gli Edomiti collaborarono a saccheggiare Gerusalemme e sterminarono gli Ebrei (Sal137,7;Abd11-14). Per questa ragione i profeti denunciarono con violenti toni Edom (Is34,5-8;Ger49,7-22).
Sebbene gli Idumei controllassero i territori a est e a sud del Mar Morto, i loro popoli erano soggetti al contempo agli Israeliti. Per questo il Libro dei Salmi dice "Moab è il catino in cui mi lavo; sopra Edom getterò il mio sandalo" (Sal60,8;108,9). In base alla Torah (Dt23,8-9), la congregazione non avrebbe potuto godere di discendenza da un matrimonio contratto da un Israelita e un Edomita fino alla quarta generazione. Questo forte interdetto giuridico è stato argomento di controversia fra Shimon bar Yohai, che diceva che esso si applicava solo ai discendenti maschi, e altri Talmudisti, che dicevano che erano escluse anche le discendenti femmine.

### Società ed Economia
Edom fu una società rurale; dalla fine dell'VIII secolo a. C. si intensificarono gli insediamenti: comparvero piccoli villaggi non fortificati e fortezze. La funzione del sistema di difesa sembra essere quella di proteggere gli interessi agricoli e commerciali, oltre a proteggere le popolazioni locali. Il territorio edomita della Transgiordania era costituito principalmente da piccoli villaggi agricoli: vi erano 11 villaggi di uno o due ettari, e solo la città principale, Bozrah, era più ampia e aveva otto ettari; aveva pure un palazzo e un tempio, e da lì le elités centralizzate cercavano di esercitare il controllo sull'intero Paese.
Gli archeologi sostengono che la causa dell'accelerazione della sedentarietà in Edom sia stata la combinazione dello sfruttamento delle miniere di rame dell'Aravah, dell'influsso dell'Assiria e del commercio arabo. Questi tre fattori portarono all'affermazione di un regno indipendente, ma segmentale: questo regno era costituito da gruppi indipendenti che cooperavano e riconoscevano una monarchia, vivendo di un'economia mista che combinava agricoltura e pastorizia. Si muovevano e interagivano con altre genti, specialmente nella valle di Beersheva su cui il regno di Giuda cercava di esercitare il controllo. Il carattere tribale della società edomita sopravvisse fino in epoca romana.
Il regno di Edom doveva gran parte del suo benessere alle carovane che commerciavano fra Egitto, il Levante, la Mesopotamia e l'Arabia meridionale, lungo la cosiddetta "Via dell'incenso". Lungo la Via Regia, Edom fu uno dei tanti Stati della regione per i quali il commercio era vitale per sopravvivere, vista l'estrema penuria di terreno coltivabile. Si dice anche che le rotte marittime giungevano fino in India, con navigli che lasciavano il porto di Ezion-Geber.
Edom probabilmente esportava sale e balsamo (usato per profumi e per riti devozionali nel mondo antico) attraverso la regione del Mar Morto.

### Età post-biblica

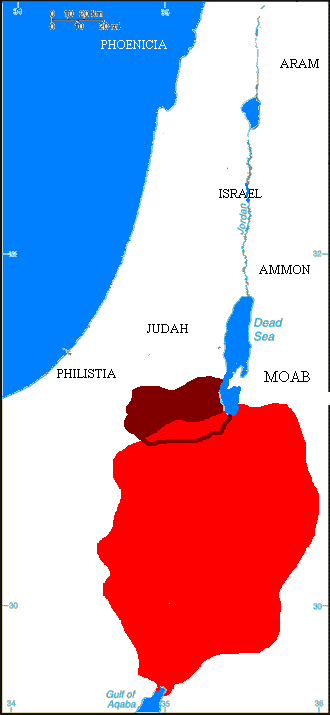
Mappa che mostra il regno di Edom (in rosso) al momento della sua acme, ca. 600 a.C. Le aree in rosso scuro mostrano la linea di confine approssimativa dell'Idumea d'età classica.

Edom è ricordata nelle iscrizioni cuneiformi assiri come "Udumi" o "Udumu"; tre dei suoi sovrani sono conosciuti grazie a queste stesse fonti: Ḳaus-malaka al tempo di Tiglatpileser III (c. 745 a.C.), Malik-rammu al tempo di Sennacherib (c. 705 a.C.) e Ḳaus-gabri al tempo di Esarhaddon (c. 680 a.C.). Secondo epigrafi egiziane, i territori degli "Aduma" a quel tempo si estendevano fino ai confini dell'Egitto. Dopo la conquista di Giuda da parte dei Babilonesi, agli Edomiti fu consentito insediarsi nella regione a sud di Hebron. Colà prosperarono e la regione fu chiamata dai Greci e dai Romani "Idumaea" o "Idumea", per più di quattro secoli. In quella stessa epoca essi furono allontanati dalle loro regioni d'origine dai Nabatei che li sospinsero a sud e a est della loro madrepatria.
Durante la rivolta dei Maccabei contro il regno seleucide, il libro II Maccabei si riferisce a un generale seleucide di nome Gorgias come al "Governatore dell'Idumea"; sebbene egli fosse un greco o un edomita ellenizzato (2Mac12,32). Alcuni studiosi pensano tuttavia che la citazione all'Idumea sia un errore. Giuda Maccabeo conquistò il loro territorio verso il 163 a.C. Essi furono anche assoggettati da Giovanni Ircano I (c. 125 a.C.), che li obbligò a seguire i riti e le leggi ebraiche. Furono poi incorporati nella nazione ebraica.
Il funzionario asmoneo Erode Antipatro era di origine edomita. Fu il progenitore della Dinastia erodiana che governò la Giudea dopo la conquista romana. Sotto Erode il Grande l'Idumaea fu governata per suo conto da una serie di governatori, fra cui si annovera suo fratello Joseph ben Antipater e suo cognato Costobarus.
Immediatamente prima dell'assedio di Gerusalemme da parte di Tito, 20.000 Idumei, sotto il comando di Giovanni, Simeone, Phinehas e Jacob, si presentarono davanti a Gerusalemme per combattere insieme agli Zeloti che erano assediati nel Tempio di Gerusalemme.
Dopo le guerre giudaiche gli Idumei cessarono di essere un popolo distinto, sebbene il nome geografico "Idumea" sopravvivesse ancora al tempo di Sofronio Eusebio Girolamo.

### Religione edomita
La natura della religione edomita resta ampiamente ignota. Come parte della cultura cananea, si ipotizza adorassero divinità quali El, Baal e Asherah. Gli Edomiti potrebbero aver avuto come loro dio nazionale Kaus o Qos.

#### Santuari
Ci sono noti pochi santuari edomiti. A Bozrah, la principale città edomita, una struttura che ricorda un tempio assiro è stata identificata come un santuario edomita. Con l'espansione edomita, il culto di Qos si diffuse in tutta l'Aravah e nel Negev. Altri due santuari edomiti sono stati rinvenuti a ovest del Giordano, uno a Horvat Qitmit nella valle di Arad e l'altro a Ein Hazeva, nell'Aravah. A Qitmit, il santuario si trova in cima ad una collina, non molto distante da Tel Malhata. E' composto da un edificio di tre stanze corredato da una piattaforma per il culto, un altare e una vasca. Al forte di Ein Hazeva il santuario si trova anche al di fuori del sito dell'insediamento, al di là delle mura difensive. In questi siti sono stati ritrovati statuette di argilla di uomini, donne e animali, stoviglie con motivi antropomorfi e altari per l'incenso. Il carattere specificamente edomita dei santuari del Negev è stato recentemente contestato. Le statuette furono riesumate a Bozra, Tawilan e Qitmit. Sono per lo più statuette femminili nude, incinte e con le braccia sotto il petto. Sono simili per dimensioni e forma ad altre statuette ritrovate nel Levante e risalenti all'Età del Ferro.

### Cultura materiale
Il territorio edomita presenta una ricca cultura materiale durante l'Età del Ferro. In assenza di fonti scritte, questa cultura materiale è l'elemento principale per ricostruire la storia e il funzionamento della società edomita. Tuttavia, la sua interpretazione rimane difficile. Nel caso dell'archeologia edomita, questa difficoltà è ulteriormente accresciuta dalla mancanza di affidabilità della stratigrafia dei siti in Transgiordania. La cultura materiale edomita generalmente consiste in ceramiche, oggetti di culto e alcune iscrizioni. La presenza dell'elemento teoforico "Qos" è solitamente considerata per indicare un contesto edomita. 
Tra la diversità delle ceramiche dell'Età del Ferro, un tipo particolare è chiamato "ceramica edomita". Essa è caratteristica dei siti di insediamento che vanno dall'VIII al VI secolo a. C. ed è stata rinvenuta in Transgiordania e nel Negev. Fu descritta per la prima volta dall'archeologo Nelson Glueck negli anni 1930 durante gli scavi di Tell el-Kheleifeh. Ceramiche simili furono poi scoperte anche in altri siti giordani e del Negev. Sono costituite da vassoi, ciotole, pentole, brocche, barattoli e lampade. Gli oggetti di fabbricazione grezza, senza decorazioni, si trovano in tutti i siti e sono destinati all'uso domestico. Oggetti dipinti di artigianato più accurato sono stati ritrovati a Bozrah e in alcuni siti del Negev, e probabilmente erano destinati a una classe più agiata. Alcune ceramiche sono soggette a influssi esterni e imitano modelli assiri. I modelli più comuni erano costituiti da disegni geometrici rossi e neri, comprese le linee orizzontali e verticali. La ceramica edomita dipinta è caratteristica di Bozrah, e la sua cultura materiale presenta forti parallelismi con quella di Qitmit e Ein Hazeva nel Negev. Le ceramiche edomite sono per lo più prodotte localmente, sia in Giordania che nel Negev.

### Identificazione con Roma
Nella più tarda storia ebraica, l'Impero romano fu identificato con Esau ed "Edom". Negli scritti medievali rabbinici, "Edom" è usato per riferirsi all'Impero bizantino e alla Cristianità in generale (cfr. l'uso del termine "Ismaele" per riferirsi al mondo islamico). Per un approfondimento della tematica vedere sotto il lemma Esaù.

## Controversie
Per oltre un secolo, gli archeologi specialisti del Vicino Oriente antico rimasero convinti che non ci fosse alcuna prova di una società statuale organizzata edomita prima dell'IX e dell'VIII secolo a.C. I minimalisti biblici enfatizzano questo fatto come un tassello per dimostrare la loro tesi circa l'inaffidabilità della Bibbia in quanto fonte storica.
Graves e Patai (1964) proposero che la Dinastia Davidica possa essere stata di origine edomita osservando la somiglianza dell'onomastica edomita degli alufim e dei capi della tribù di Giuda (ad esempio, Qenaz).  Suggerirono che una piccola tribù edomita possa essere rimasta insediata nell'area di Hebron anche prima della conquista israelitica, e che durante il periodo descritto dal Libro di Giosuè, si fossero uniti agli Israeliti nella riconquista delle alture di Giuda.  Graves e Patai suggerirono che il Libro del Genesi (Bereshit) possa contenere miti di creazione edomita (Adam = Edom). Se fosse così, questo permetterebbe di collocare più logicamente alcuni tasselli del testo biblico altrimenti difficilmente spiegabili (ad esempio, Esau, "admoni," essendo primogenito, avrebbe perso i suoi diritti di primogenitura in una "correzione" tarda).
Recentemente, tuttavia, scavi archeologici condotti nel 2004 dall'Università della California, San Diego a Khirbat al-Nahas, parte del Progetto Archeologico Jabal Hamrat Fidan (JHF), in Giordania, hanno gettato nuova luce sulla storia di Edom, portando alla luce manufatti e identificando insediamenti umani organizzati in una società statuale prima del X secolo a.C., malgrado rimanga oggetto di dibattito la correttezza dell'identificazione temporale e la stessa attribuzione alla cultura edomita dei ritrovamenti.
Thomas E. Levy, fra gli altri studiosi, ha concluso da un esame del sito di al-Nahas che Edom era una complessa società urbanizzata già prima dell'XI secolo a.C., (data della prima monarchia israelita, secondo la Bibbia) in grado di produrre autonomamente suoi prodotti in rame. Test condotti col Carbonio-14 sul sito hanno confermato che le aree industriali del luogo datano all'XI e al X secolo a.C.